# مسابقة شوبان الدولية للبيانو
مسابقة شوبان الدولية للبيانو (بالإنجليزية: International Chopin Piano Competition)‏ وتعرف أيضاً بمسابقة شوبان. هي مسابقة لعزف البيانو تقام في وارسو عاصمة بولندا.

## تاريخها
أقيمت للمرة الأولى عام 1927، وصارت تقام كل خمس سنوات بدءاً من سنة 1955. وهي أحد المسابقات القليلة التي تكرس بالكامل لأعمال مؤلف موسيقي واحد، وهو هنا فريدريك شوبان.
أقام المسابقة الأولى عازف البيانو والتربوي البولندي يرزي جورافليف. وأقيمت الثانية عام 1932 والثالثة عام 1937. أما النسخة الرابعة والخامسة بعد الحرب أقيمتا عام 1949 و1955.
وفي عام 1957 أصبحت المسابقة واحدة من الأعضاء المؤسسين للاتحاد العالمي للمسابقات الموسيقية الدولية في جينيف.

## جوائز المسابقة
وتمنح في المسابقة عدة جوائز وهي:
- جائزة الإذاعة البولندية لأفضل أداء لمقطوعة مازوركا (منذ عام 1927)
- جائزة جميعة فريدريك شوبان في وارسو لأفضل أداء لمقطوعة بولونيز (منذ عام 1960)
- جائزة الفيلهارمونيا الوطنية لأفضل أداء لكونشيرتو بيانو (منذ عام 1980)

## المنظم
وينظم المسابقة معهد فريدريك شوبان في وارسو.

## لجنة التحكيم
اشترك في لجنة التحكيم أسماء مشهورة مثل: ( مارتا أغيريتش – فلاديمير أشكينازي – ستيفان أشكينازي – فيلهلم بلاكهاوس – باول بادورا سكودا – ناديا بولانجير – فلورا غيرا – دانغ تاي سون – بيلا دافيدوفيتش – فيليب أونترمون – فو تسونغ – نيلسون فرير – فيرا غورنوستاييفا – أرثر هيدلي – ميشيسلاف هورشوفيسكي – فلاديمير كراينيف – مارغريت لونغ – لازار ليفي – نيكيتا ماغالوف – أرتورو بينيديتي ميشيلانغيلي – هاينريش نويهاوس – فلادو بيرليموتر – موريس رافيل – أرتور روبنشتاين – إميل فون زاور – ماغدا تاليافيرو) – والعديد من عازفي البيانو والمدرسين وقائدي الفرق الموسيقية والمؤلفين الموسيقيين البولنديين (ومنهم كارول شيمانوفسكي – فيتولد لوتوسلافسكي – ليديا غريشتولوفنا).

## الفائزون
في نسخة عام 2015:
- المركز الأول : سيونغ جين تشو – من كوريا الجنوبية.
- المركز الثاني: شارل ريشار هاملان – من كندا .
- المركز الثالث:كيت ليو – من الولايات المتحدة الأمريكية.
- المركز الرابع: إريك لو – من الولايات المتحدة الأمريكية.
- المركز الخامس: توني يايك يانغ – من كندا.
- المركز السادس: ديمتري شيشكين – من روسيا.